# 朝州
朝州，中国古代的州。
武周天授二年（691年）以党项部落置，初在今四川省阿坝藏族羌族自治州东北部一带，后侨治庆州（州治安化县，今甘肃省庆城县）界。寻废。